# 小玉秀男
小玉 秀男（こだま ひでお、1950年（昭和25年）7月22日 - ）は、日本の弁理士。特許業務法人 快友国際特許事務所所属。日本弁理士会会員。3Dプリンターの基幹技術となる光造形装置を発明した。「光造形法の発明」に対して1992年型技術協会賞受賞、1995年イギリスでランク賞を受賞した。
1977年名古屋大学大学院水圏科学研究所修士課程修了。名古屋大学先端技術共同研究センター客員教授、日本弁理士会常議員、日本弁理士会研修所副所長、日本弁理士会東海支部副支部長、日本弁理士会各種委員会委員を歴任。

## 経歴

### 生い立ちから学生時代
愛知県生まれ。名古屋大学工学部応用物理学科卒業後、名古屋大学大学院理学研究科に進学。水圏科学研究所で樋口敬二に師事して南極、ヒマラヤ、アラスカなどに分布している氷河の研究に従事。

### 名古屋市工業研究所時代
名古屋大学大学院水圏科学研究所修士課程修了後、名古屋市工業研究所に入所。企画課に配属され、展示会等を見学する中で3次元CADのオペレートを体験。半導体加工技術、フォトレジスト技術を知る。その後、1980年（昭和55年）、版下作成技術を知り、薄い版下を積層していけば任意形状の立体形ができるというアイデアから光造形法のコンセプトが誕生。1980年（昭和55年）4月、「立体図形作成装置」として特許を出願した。

### 研究者から弁理士へ
「立体図形作成装置」について1981年（昭和56年）4月の電子通信学会（現・電子情報通信学会）での発表、1981年（昭和56年）11月号のアメリカ物理学会誌「Review of Scientific Instruments」への投稿などを行うも、一連の発表に対する反応はなかった。小玉が出願した「立体図形作成装置」は研究所内での評価も低く上司が関心を示さなかったことから自分の研究能力に自信を無くし、研究所を退所。研究者としての未練を断ち切り、弁理士を志す。
1984年（昭和59年）弁理士試験に合格した。

### 弁理士として
弁理試験に合格し、岡田国際特許事務所に就職。弁理士業務の経験をつむ。その後にアメリカ特許事務所でアメリカ特許法に関する実務を研修する。帰国後、日本の商社から「アメリカのベンチャー企業に面白い技術があるが、その技術が日本で特許になるのかどうか先行技術調査をしてほしい」との依頼を受ける。その技術は、1980年（昭和55年）に小玉が出願した内容と同じ3Dプリンターに関するものであった。しかし、小玉自身の1980年の出願は、数ヶ月前に審査請求期間を徒過していた。

### 特許事務所設立
1999年（平成11年）愛知県名古屋市に快友国際特許事務所を開所。現在に至る。

## 略歴
- 1973年（昭和48年）名古屋大学工学部応用物理学科卒業
- 1977年（昭和52年）名古屋大学地学部大学院水圏科学研究所修士課程修了
- 1977年（昭和52年）名古屋市工業研究所入所（主として3次元物体の造形と表示技術を研究）
- 1980年（昭和55年）「立体図形作成装置」を特許出願（出願番号：特願昭55-48210）
- 1984年（昭和59年）弁理士登録
- 1985年（昭和60年）岡田国際特許事務所入所
- 1986年（昭和61年）ワシントンD.C.の特許法律事務所で研修
- 1999年（平成11年）快友国際特許事務所を開所

## 受賞歴
- 型技術協会技術賞受賞[5]

1992年（平成4年）6月、「光造形法による立体モデル製作技術の開発」が認められ第2回型技術協会技術賞を受賞。
- ランク賞受賞

1995年（平成7年）5月、イギリスの民間財団・ランク賞基金の光学電子部門の受賞者に選ばれる（この賞では同時にスリーディーシステムズ創業者のチャック・ハルも受賞している）。
- 電子情報通信学会 業績賞

2015年（平成27年）6月、電子情報通信学会業績賞を受賞。

## 著作

### 論文
- "ネパール ヒマラヤ クンブ地域の氷河の流動現象について‐その特性と変動‐." 名古屋大学理学研究科 修士論文 (1975).
- 3次元情報の表示法としての立体形状自動作成法」『電子通信学会論文誌C』 Vol.J64-C No.4 pp.237-241 1981年4月, NAID 40002555867 有償閲覧
- Automatic method for fabricating a three-dimensional plastic model with photo-hardening polymer （Review of scientific instruments Vol.52 No.11 1981年4月）, doi:10.1063/1.1136492。
- 小玉秀男, 「光造形法の発明」『MACRO REVIEW』 1996-1997年 9巻 2号 p.59-79, doi:10.11286/jmr1988.9.2_59。
- 製造方法の限定が付された物のクレームの技術的範囲（知的財産法の実務と研究 六法出版社 1997年12月）
- 特許発明の技術的範囲の解釈と実施許諾者の損害額（判例特許侵害法発明協会 1996年8月）共著：岡田英彦
- 小玉秀男, 「光造形法の実用化」『レーザー研究』 24巻 4号 1996年 p.441-442, レーザー学会, doi:10.2184/lsj.24.441。
- Reducing the costs of obtaining and maintaining Japanese patents（Reducing the costs of obtaining and maintaining Japanese patents 1999年2月）共著：Jeffrey TEKANIC
- 技術の階層的理解と特許権の技術的範囲（名古屋大学先端技術共同研究センター研究成果報告書第12号）
- "解説 アメリカ合衆国におけるビジネス方法特許--我々は怪物を生み出したのか?." パテント 53.4 (2000): 29-40.
- "研修所における商標・地域の研修に関して [含 座談会](特集 商標)." パテント 58.9 (2005): 20-30, NAID 40006917225.
- "ラピッドプロトタイピングの創作と特許." [E] 平成 25 年電気学会センサ・マイクロマシン部門大会講演論文集 (2013): 425-428.
- "6AM1-A-1 ラピッドプロトタイピングの創作と特許 (招待講演)." マイクロ・ナノ工学シンポジウム 2013.5 (2013): v-viii.
- "平成 26 年度弁理士の日 日本弁理士会近畿支部記念講演会 基調講演 3D プリンタの発明経緯と普及の背景." パテント 67.13 (2014): 109-118.
- "3D プリンタの開発 (光造形法の発明経緯・技術評価・特許問題)." 生体医工学 53.Supplement (2015): S323-S323.
- "CS-4-6 3D プリンタの開発: 光造形法の発明経緯・評価・特許問題 (3D プリンタの発明と応用, 今後の展望, CS-4. 有機エレクトロニクス材料・デバイスの過去・現在と未来への展望, シンポジウムセッション)." 電子情報通信学会総合大会講演論文集 2015.2 (2015).

### 書籍
- 「目で学ぶ知的財産権法」
- 知的財産権協会「米国特許法」

## 出演・掲載
- 2005年 9月23日（日本テレビ）「生命遺産～生命のチカラ～」
- 2013年 4月14日（NHK教育）「サイエンスZERO」
- 2013年 7月28日（朝日新聞）「ザ・コラム」
- 2014年 5月15日（テレビ朝日）「ワイド！スクランブル」
- 2014年 5月30日（関西テレビ）「スーパーニュースアンカー」
- 2014年10月12日（ニッポン放送）「土田晃之 日曜のへそ」
- 2014年10月24日（フジテレビ）「スーパーニュース」
- 2014年12月28日（TBSテレビ）「報道の日」
- 2015年 1月 （文藝春秋）「月刊文藝春秋スペシャル白書 「ノーベル賞で占う日本の研究現場の実力」
- 2015年 3月 2日（NHK）「クローズアップ現代」
- 2015年 7月15日（東洋経済新報社）「週刊東洋経済 臨時増刊号」
- 2015年10月10日（日本テレビ）「世界一受けたい授業」にて紹介
- 2016年 7月 6日（日経ビジネス）「3Dプリンターで特許を逃した僕の「失策と教訓」」
- 2017年 9月23日（テレビ東京）「ミライダネ」で紹介
- 2017年 9月27日（BS日テレ）「深層NEWS」で紹介